# پلومریای قرمز
 یاسمن قرمز(نام علمی: Plumeria rubra) نام یک گونه از سرده پلومریا است.

## نگارخانه

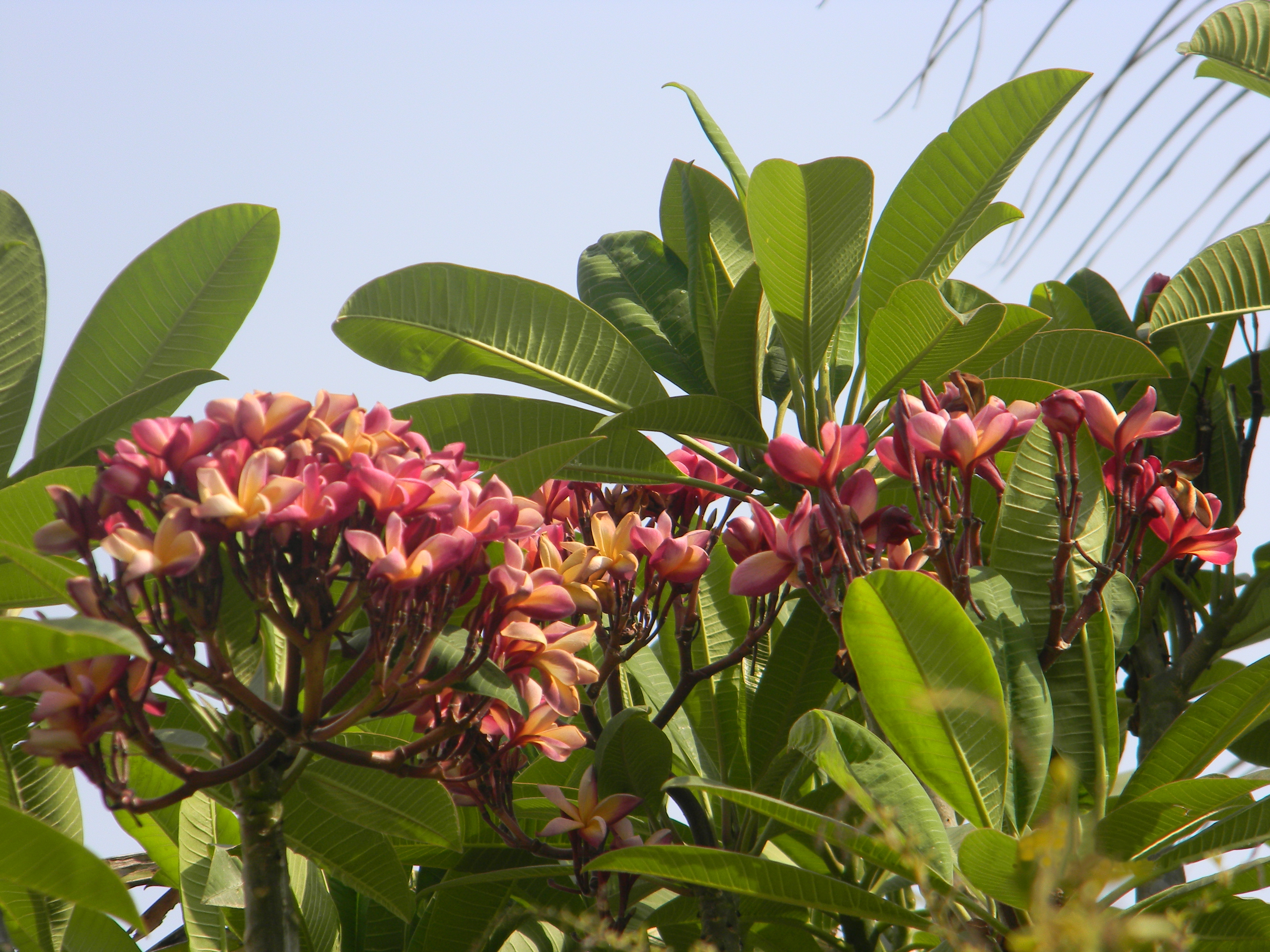
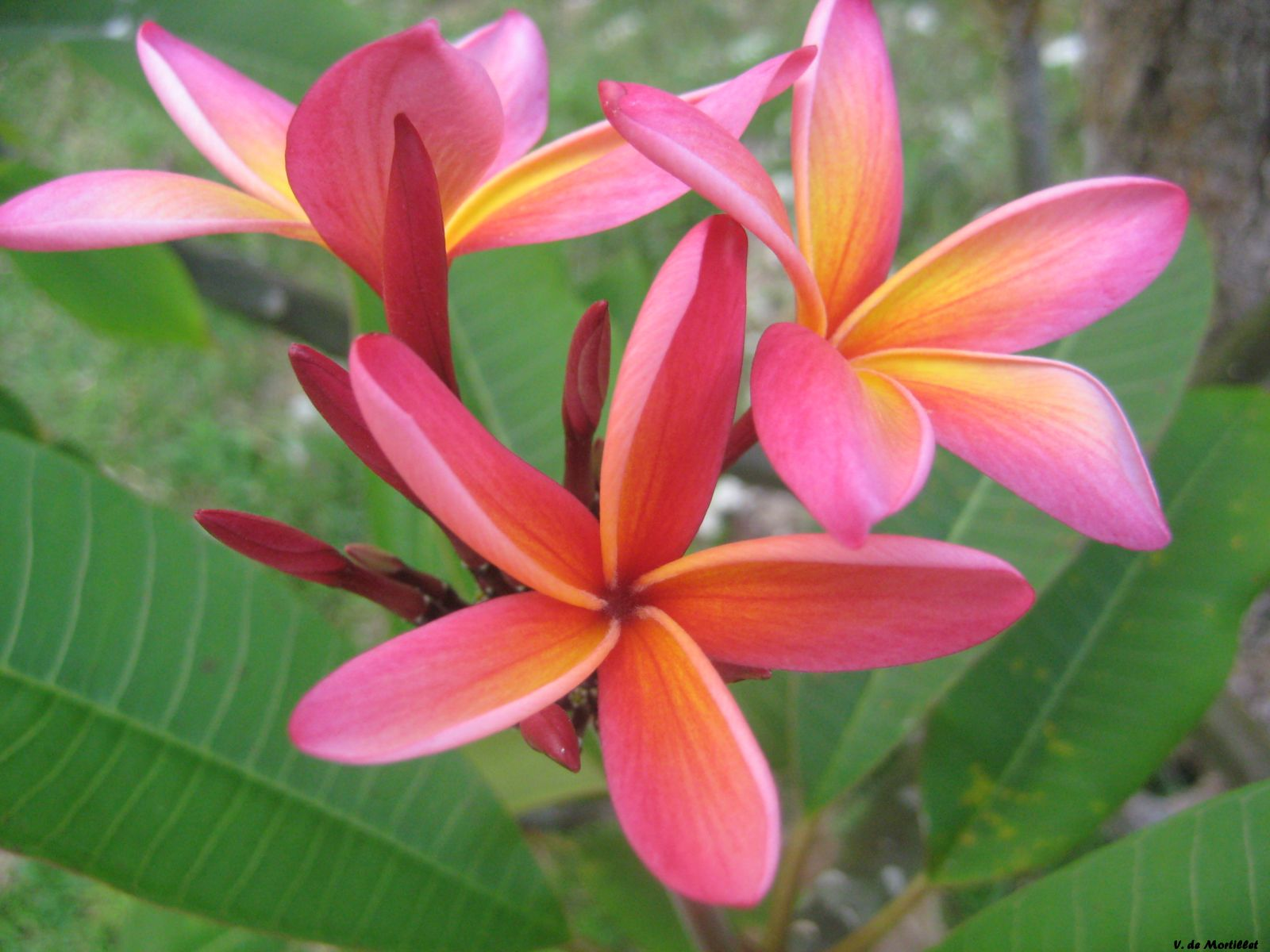